# A7 Marruecos
La Autopista del Sur o A3 es una autopista marroquí que tiene su inicio en Casablanca y termina como autopista única en Agadir.

## Historia y descripción
La nueva autopista de 183 kilómetros que conecta las ciudades de Agadir y Marrakech al sur del país, fue inaugurada el 21 de junio por el príncipe Mulay Rachid, hermano del rey Mohamed VI de Marruecos.
La autopista ha supuesto una inversión de casi 8.000 millones de dírham (872,5 millones de euros) y enlaza Agadir, uno de los enclaves turísticos más visitados de Marruecos, con el resto del país.
Según señalaron fuentes oficiales a EFE, la nueva autopista acortará a la mitad el tiempo que se tarda en viajar por carretera desde Marrakech hasta Agadir, que hasta ahora era de más de cuatro horas.
La primera piedra de esta autopiesta fue colocada en 2006 por el rey Mohamed VI. La vía tiene un túnel de 562 metros, trece viaductos de una longitud total de 2.921 metros, 90 puentes y 55 pasajes elevados para peatones y vehículos.

## Tramos

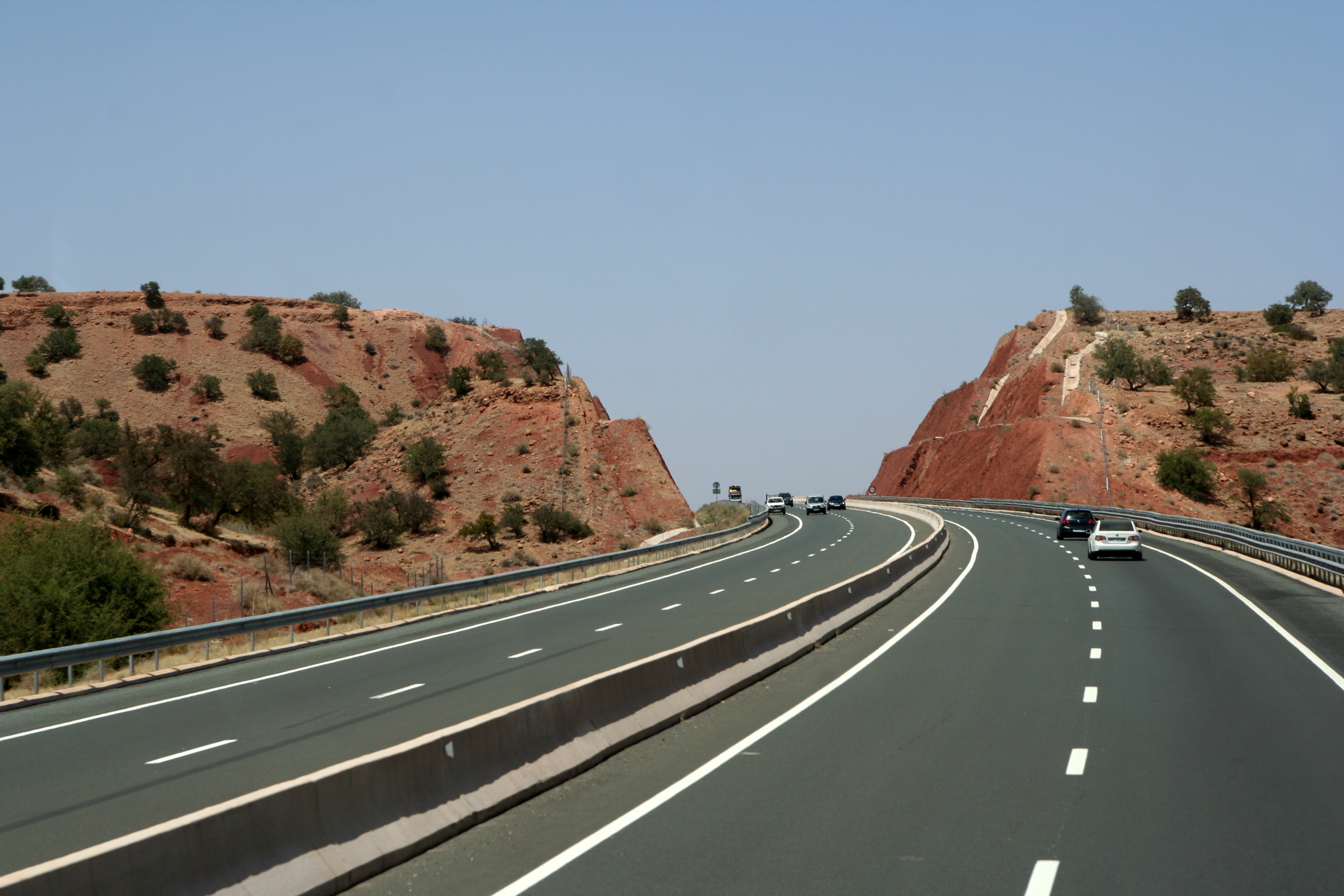
Autopista A3

| Denominación | Tramo                       | Estado (2023)      | Kilómetros |
| ------------ | --------------------------- | ------------------ | ---------- |
| A3           | Casablanca – Settat         | En servicio (2001) | 53         |
| A3           | Circunvalación de Settat    | En servicio (2005) | 12         |
| A3           | Settat – A301               | En servicio (2007) | 133        |
| A301         | A3 - Marrakech-Palmeraie    | En servicio (2007) | 12         |
| A3           | Circunvalación de Marrakech | En servicio (2009) | 50         |
| A3           | Marrakech-Loudaya - Agadir  | En servicio (2010) | 181        |

## Salidas A3
| A3 Autoroute A3 Casablanca - Marrakech - Agadir |                                                               |      |      |
| Elemento                                        | Nombre de Salida                                              | ↓km↓ | ↑km↑ |
|                                                 | Sidi Maarouf                                                  |      | 0    |
|                                                 | A1 Had Soualem / El Jadida / Rabat / Tanger / Oujda           |      | 0    |
| 32                                              | Ville Verte / Bouskoura                                       |      | +2   |
| 37                                              | Bouskoura                                                     |      | +7   |
| 313                                             | Aeropuerto Mohammed V                                         |      | +13  |
|                                                 | Peaje de Bouskoura (sentido Agadir - Casablanca)              |      | +17  |
|                                                 | Peaje de Berrechid (sentido Casablanca - Agadir)              |      | +21  |
| 321                                             | Berrechid norte                                               |      | +21  |
|                                                 | A4 Khouribga / Beni Mellal                                    |      | +25  |
| 332                                             | Berrechid sur / Khouribga / Beni Mellal                       |      | +32  |
|                                                 | Aera de Servicio de Berrechid                                 |      | +36  |
| 352                                             | Settat norte                                                  |      | +52  |
| 365                                             | Settat centro / El Borouj                                     |      | +65  |
|                                                 | Aera de Servicio de Settat                                    |      | +74  |
| 3104                                            | Machraa Ben Abbou                                             |      | +104 |
|                                                 | Aera de Servicio de Oum Rbia                                  |      | +108 |
| 3127                                            | Skhour Rhamna                                                 |      | +127 |
| 3160                                            | Ben Guerir / Youssoufia / El Kelaa des Sraghna                |      | +160 |
|                                                 | Aera de Servicio de Sidi Bou Othmane                          |      | +193 |
|                                                 | A301 Marrakech-Palmeraie                                      |      | +198 |
| 3214                                            | Marrakech-Tamansourt / Safi / El Jadida                       |      | +214 |
|                                                 | Aera de Servicio de Marrakech                                 |      | +228 |
| 3232                                            | Marrakech-Targa                                               |      | +232 |
| 3248                                            | Marrakech-Loudaya / Sidi Zouine                               |      | +248 |
|                                                 | Aera de Servicio de Chichaoua                                 |      | +277 |
| 3282                                            | Chichaoua / Essaouira por la autovia N8                       |      | +282 |
| 3309                                            | Imintanoute                                                   |      | +309 |
|                                                 | Tunel de Zaouiat Ait Mellal                                   |      | +325 |
|                                                 | Aera de Servicio de Imintanoute                               |      | +345 |
| 3370                                            | Argana                                                        |      | +370 |
|                                                 | Aera de Servicio de Abdelmoumen (sentido Casablanca - Agadir) |      | +406 |
|                                                 | Peaje de Amskroud                                             |      | +419 |
| 3421                                            | Amskroud / Taroudannt                                         |      | +421 |
|                                                 | Aera de Servicio de Amskroud / Agadir - Haliopolis            |      | +424 |
|                                                 | Agadir N11A                                                   |      | +429 |